# Georges Lacombe (Filmregisseur)
Georges Lacombe (* 19. August 1902 in Paris; † 14. April 1990 in Cannes) war ein französischer Filmregisseur.

## Leben
Georges Lacombe begann seine Karriere beim Film als Assistent des Regisseurs René Clair. Ab Beginn der 30er Jahre etablierte sich Lacombe als vielseitiger Regisseur, der in mehreren Genres zu Hause war. Im Gegensatz zu seinen frühen Jahren, in denen er sich als innovativer Filmemacher einen Namen gemacht hatte, bediente Lacombe später ohne weitergehende Ansprüche das Unterhaltungskino. In seinen letzten Berufsjahren war er hauptsächlich für das Fernsehen tätig.

## Filmografie (Auswahl)
- 1939: Geheimnis im Hinterhaus (Derrière la façade)
- 1941: Sie waren Sechs! (Les derniers des six)
- 1942: Das Geheimnis der blauen Limousine (Monsieur la Souris)
- 1944: Florence ist verrückt (Florence est folle)
- 1946: Martin Roumagnac – auch Drehbuch
- 1947: Das verlorene Glück (Les condamnés)
- 1949: Der Weg zum Ruhm (Prélude à la gloire)
- 1951: Die Nacht ist mein Reich (La nuit est mon royaume)
- 1952: Die sieben Sünden (Les sept péchés capitaux)
- 1953: Ruf des Schicksals (L’appel du destin)
- 1953: Wenn Lola nicht gesungen hätte (Leur dernière nuit)
- 1955: Gier nach Liebe (La lumière d’en face)
- 1957: Weiße Fracht aus Paris (Cargaison blanche) – auch Drehbuch